# Vassilis Konstantakopoulos
Vassilis Konstantakopouloss (Diavolitsi, 29 giugno 1935 – Atene, 25 gennaio 2011) è stato un armatore e imprenditore greco.
Nato da una famiglia di contadini a Diavolitsi (villaggio del diavolo), paesino di montagna vicino a Kalamata nel sud del Peloponneso, nel 1948 fu costretto a scappare con i genitori durante la guerra civile per sfuggire ai bombardamenti. A diciotto anni, dopo aver svolto lavori saltuari e mal pagati e aver conseguito il diploma alle scuole serali, si imbarcò come mozzo su un mercantile in partenza dal Pireo. Per vent'anni passò attraverso tutti i ranghi da una imbarcazione all'altra: da marinaio semplice divenne infine capitano, qualifica con la quale è rimasto più conosciuto in Grecia: Capitan Vassilis.
Konstantakopoulos cominciò a muovere i primi passi come armatore a 27 anni comprando a credito un mercantile usato da proprietari insolventi. Nel 1964 sposò Carmen Kyritsi da cui ebbe tre figli: Costas, il figlio maggiore, si occupa dell'azienda paterna dal 2006; Achilles è AD di Temes, azienda che investe in strutture turistiche; Christos, il più giovane, gestisce un'altra azienda di famiglia a Kozani.
Nel 1974 Vassilis Konstantakopoulos fondò una sua compagnia marittima, la Costamare, che conobbe una rapida espansione grazie alla sua politica che consisteva nell'accettare qualsiasi rischio, a seconda delle richieste del mercato, come ad esempio trasportare carichi di fosfati corrosivi dall'Africa settentrionale alla Grecia, oppure effettuare lunghe traversate a pieno carico fino a Taiwan per poi far rottamare le navi traendone ottimi profitti. Attualmente la Costamare possiede più di 50 navi, per una capacità complessiva di più di 3 milioni di container, il che corrisponde a un volume pari al 2,5 per cento del traffico di container mondiale. Nei primi anni '80, approfittando del fallimento della compagnia di linea Grigoriou Kallimanopoulos, assunse il suo personale specializzato ed entrò nel mercato di linea regolare, come noleggiatore di navi.
Capitan Vassilis ha costruito nel tempo un grosso impero aziendale, comprendente quote di partecipazione in banche private, nella compagnia aerea Aegean Airlines e nella società di autonoleggio Autohellas, ma è riuscito solo negli ultimi anni della sua vita a realizzare il suo progetto più ambizioso, quello di dare vita in Messenia, la sua regione di origine, al lussuoso villaggio turistico Costa Navarino, uno fra i più prestigiosi fra quelli che si affacciano sul Mediterraneo.
La realizzazione di questo progetto valse a Konstantakopoulos nel 2009 un riconoscimento ufficiale per il suo contributo allo sviluppo della Messenia e del Peloponneso, con la creazione di circa 5000 posti di lavoro. Una prima parte del complesso turistico fu inaugurata nel 2010 ma pochi mesi dopo, nel gennaio 2011, Konstantakopoulos morì dopo una lunga battaglia contro il cancro. A lui è stato intitolato l'aeroporto turistico di Kalamata.